# Тарасий (Канделаки)
Епи́скоп Тара́сий (груз. ეპისკოპოსი ტარასი, в миру Гео́ргий Иа́ковлевич Кандела́ки, груз. გიორგი იაკობის ძე კანდელაკი; 1871, Горийский уезд, Кавказское наместничество — 12 декабря 1951, Мцхета) — епископ Грузинской православной церкви, епископ Цилканский.

## Биография
Родился в 1871 году в семье мелких дворян, принадлежавших к старинному роду Канделаки.
Окончил три класса Тбилисской грузинской гимназии и школу псаломщиков в Кватахевском монастыре в 1890 году.
Состоял псаломщиком с 1891 года. 15 мая 1900 года принял монашеский постриг, 16 мая 1900 года возведён в сан иеродиакона в Шуамтинском монастыре недалеко от Телави, 17 мая того же года возведён в сан иеромонаха и назначен казначеем Алавердского и Тетригеоргиевского монастырей.
В октябре 1902 года переведён в Хирсский монастырь.
В 1903 году переведён в Херсонскую епархию, где архиерейскую кафедру занял епископ Кирион (Садзаглишвили), впоследствии — католикос-патриарх Кирион II, служил его секретарём.
В 1904 году вместе с епископом Кирионом переведён в Орловскую епархию экономом архиерейского дома, в 1906 году назначен экономом архиерейского дома в Сухумской епархии (снова при епископе Кирионе). Назначен членом епархиальнаго о бедных духовного звания попечительства.
В 1908 году после увольнения епископа Кириона на покой переведён в Тбилисский Преображенский монастырь.
В 1914 году командирован священником полевого госпиталя № 432 на Турецкий фронт.
Указом императора Николая II награждён орденом святой Анны III степени.
8-17 сентября 1917 года архимандрит Тарасий принял активное участие в работе церковного совета.
По упразднении монастыря назначен настоятелем Сакобской церкви Сигнахского района и благочинным в 1925 году.
Затем был настоятелем Тбилисской Николаевской церкви и Владикавказской (с 1931 года — Орджоникидзевской) грузинской церкви Святой Равноапостольной Нины.
В 1933 году в церкви Святой Равноапостольной Нины в Орджоникидзе крестил младенца Ираклия Шиолашвили (впоследствии католикос-патриарх Илия II).
27 марта 1938 года переведён в Мцхету заместителем настоятеля собора Светицховели.
19 марта 1939 года хиротонисан во епископа Цилканского, с оставлением в должности заместителя настоятеля собора.
Существуют свидетельства, что перед епископским назначением являлся настоятелем Шио-Мгвимского монастыря.
В последние годы жизни часто болел. Скончался в 1951 году в возрасте 80 лет, похоронен в церковной ограде в Светицховели.
В 2008 году в одной из рукописей автографического сборника, составленного архимандритом Тарасием (Канделаки), было найдено неизвестное стихотворение Акакия Церетели «Голос».